# Sainte-Catherine (Kanada)
Sainte-Catherine – miasto w Kanadzie, w prowincji Quebec.